# Rue du Refuge (Nantes)
Pour l’article homonyme, voir Rue du Refuge.
La rue du Refuge est une voie de Nantes, en France.

## Situation et accès
Située dans le centre-ville de Nantes, la rue du Refuge, qui relie la place Dumoustier à la rue d'Aguesseau, est bitumée et ouverte à la circulation automobile. Elle rencontre, sur son côté ouest, la rue des Cordeliers.

## Origine du nom
La rue doit soit nom à l'établissement tenu par les religieuses de l'ordre de Notre-Dame de Charité du Refuge entre 1812 et 1825.

## Historique
Les Cordeliers s'installent à Nantes au XIIIe siècle, avant 1253. Le terrain sur lequel ils commencent la construction de leur couvent est à l'origine seulement occupé, au sud, par une chapelle (sans doute appelée chapelle Saint-Michel), édifiée en 1232 par l'évêque Henri Ier. Celle-ci est construite en appui sur une partie de l'enceinte gallo-romaine, qui a perdu à cet endroit sa vocation défensive, puisque Pierre Mauclerc a fait édifier peu de temps auparavant une nouvelle muraille, passant plus à l'est et au nord, le long de l'Erdre. La zone ou se trouve l'actuelle rue du Refuge se situe au nord est du terrain occupé par le couvent, et donc dans la partie intra-muros depuis le XIIIe siècle.
À la fin du XVIIIe siècle, l'établissement est sous la pression des opérations d'urbanisme menées par les architectes Jean-Baptiste Ceineray puis Mathurin Crucy. La création de la « place du Département »
(devenue depuis place Roger-Salengro), puis celle de la « rue Royale » (rue du Roi-Albert), se fait en rognant sur les jardins au nord-est de la propriété des Cordeliers. Une nouvelle rue entre la « place du Département » et la « rue des Cordeliers » (ancienne), la « rue Saint-François » (devenue rue d'Aguesseau), est ouverte en 1786.
Les religieux sont chassés du couvent en 1791, lors de la Révolution française. En 1811, les Dames Blanches (religieuses Carmélites) achètent l'établissement et le donnent, en 1812, aux religieuses de l'ordre de Notre-Dame de Charité du Refuge, ou « Dames de la Retraite », qui installent jusqu'en 1825 un établissement, « le Refuge », qui donne son nom à la voie qui est apparue à l'est de l'ancien couvent, entre 1800 et 1818. Cette rue est classée voie publique en 1839.
D'abord appelée « rue Neuve », puis « rue d'Austerlitz », elle devient  « rue du Refuge ».
L'établissement est peu à peu démantelé. La partie nord est totalement reconstruite. Fondée en 1817 par les frères des écoles chrétiennes, l'école privée Saint-Pierre s'installe rue du Marais, puis place Saint-Vincent, avant d'occuper l'hôtel Rosmadec jusqu'en 1926, année au cours de laquelle ce bâtiment devient une partie de l'hôtel de ville, tandis que l'école est transférée dans l'ancien couvent des Cordeliers rue du Refuge, qui longe le nord-est de l'établissement scolaire.

## Bâtiments remarquables et lieux de mémoire
- no 3 : École Saint-Pierre, qui accueille la maison nantaise de l'Association Lazare